# しほり (シンガーソングライター)
しほり（Shihori、9月4日 - ）は、日本のシンガーソングライター、作詞家、作曲家。
愛知県名古屋市出身。本名は中根しほり。旧芸名は瀬名（せな）。主にPCゲームやテレビアニメの主題歌を歌っており、他の声優やアーティストへの楽曲提供も行っている。

## 経歴
2007年に瀬名の芸名でランティスからメジャーデビュー、同時に「しほり」としても並行して活動していた。
2011年1月31日に瀬名としての活動は終了し、音楽活動の芸名を本名と同じ「しほり」に統一したと発表した。ただしその後も、若干の瀬名名義でのリリースがある。
ゼクシィ「パパパパーンの歌」などCFソングの歌唱も担当する。
「しほり」としては水樹奈々「沈黙の果実」で作詞・作曲家としてメジャーデビュー。
2018年1月渡米しニューヨークを拠点にシンガーソングライターとして活動を始めている。

## ディスコグラフィ

### シングル
|             | 発売日         | タイトル                                     | 規格品番  |
| 瀬名 名義   | 瀬名 名義      | 瀬名 名義                                    | 瀬名 名義 |
| ----------- | -------------- | -------------------------------------------- | --------- |
| 1st         | 2007年05月23日 | TSUBASA                                      | LACM-4370 |
| 2nd         | 2007年12月26日 | Eternal Fantasy 〜愛は世界に遍く花のように〜 | LACM-4431 |
| 3rd         | 2009年06月03日 | Never End Wonderland                         | LACM-4625 |
| しほり 名義 |                |                                              |           |
| 1st         | 2010年08月29日 | Shackles of Night                            | CIAP-1002 |
| 2nd         | 2013年04月13日 | おじいちゃんのうた                           |           |
| 3rd         | 2016年05月25日 | 無限方程式                                   | SSCD-0009 |

### アルバム

#### オリジナルアルバム
しほり 名義
|      | 発売日         | タイトル                             |
| ---- | -------------- | ------------------------------------ |
| 1st  | 2006年01月12日 | Life like a wild flower              |
| 2nd  | 2006年12月02日 | From a Piano Woman あいするひと      |
| 3rd  | 2009年05月05日 | Remedy for LOVE                      |
| 4th  | 2009年05月05日 | Remedy for LIFE                      |
| 5th  | 2009年10月14日 | 花鳥風月                             |
| 6th  | 2012年09月04日 | 結婚行進曲〜Long Forever〜           |
| 7th  | 2015年10月07日 | 青い蝶                               |
| 8th  | 2016年03月19日 | Shihori Share American Dream Project |
| 9th  | 2017年05月03日 | Little Departure                     |
| 10th | 2019年12月25日 | SHIHORISM                            |

#### ベストアルバム
瀬名 名義
|     | 発売日         | タイトル  | 規格品番   |
| --- | -------------- | --------- | ---------- |
| 1st | 2011年08月10日 | Crossover | LACA-15134 |

### コンピレーションCD
| 発売日         | CD                                                                   | 曲                 | 歌     | 作詞     | 作曲       | 編曲             | タイアップ                                                             |
| -------------- | -------------------------------------------------------------------- | ------------------ | ------ | -------- | ---------- | ---------------- | ---------------------------------------------------------------------- |
| 2007年10月24日 | STARRY TEAR                                                          | Lover's Destiny    | 瀬名   | 瀬名     | 若林充     | 中西亮輔         | PCゲーム『ほしフル 〜星藤学園天文同好会〜』ED主題歌                    |
| 2008年02月27日 | Songs from Eternal Fantasy                                           | 暁の祈り           | 瀬名   | 瀬名     | 瀬名       | 中西亮輔         | PCゲーム『エターナルファンタジー』挿入歌                               |
| 2008年03月26日 | Destination for Arcie                                                | Rain               | 瀬名   | 瀬名     | Shilo      | 中西亮輔         | PCゲーム『エターナルファンタジー』イメージソング                       |
| 2008年03月26日 | Destination for Arcie                                                | Arche              | 瀬名   | 瀬名     | 瀬名       | lavi             | PCゲーム『エターナルファンタジー』イメージソング                       |
| 2008年03月26日 | Destination for Arcie                                                | Heaven             | 瀬名   | 瀬名     | 瀬名       | lavi             | PCゲーム『エターナルファンタジー』イメージソング                       |
| 2008年03月26日 | Destination for Arcie                                                | Depature           | 瀬名   | 瀬名     | 瀬名       | lavi             | PCゲーム『エターナルファンタジー』イメージソング                       |
| 2008年03月26日 | Destination for Arcie                                                | Destination        | 瀬名   | 瀬名     | 虹音       | 虹音             | PCゲーム『エターナルファンタジー』イメージソング                       |
| 2008年03月26日 | Destination for Arcie                                                | Cross Road         | 瀬名   | 瀬名     | 瀬名       | 中西亮輔         | PCゲーム『エターナルファンタジー』イメージソング                       |
| 2008年06月04日 | D.C.II P.S. 〜ダ・カーポII〜 プラスシチュエーション ボーカルアルバム | 1sec.              | 瀬名   | ゆうまお | 太田雅友   | 太田雅友         | PS2ゲーム『D.C.II P.S. 〜ダ・カーポII〜 プラスシチュエーション』挿入歌 |
| 2008年10月29日 | 空を飛ぶ、3つの方法。 ボーカルアルバム                               | Silent Stars       | 瀬名   | 瀬名     | 瀬名       | Lavi             | PCゲーム『空を飛ぶ、3つの方法。』イメージソング                        |
| 2008年12月25日 | 百合ームコロッケ                                                     | 永遠 -TOWA-        | 瀬名   | RUCCA    | 瀬名       | 松下典由         | TVアニメ『喰霊―零―』イメージソング                                     |
| 2009年06月24日 | ファンタズム                                                         | 儚い空と君         | 瀬名   | RUCCA    | 瀬名       | 中西亮輔         | ドラマCD『ファンタズム』イメージソング                                 |
| 2009年06月24日 | ヴァルキリーコンプレックス ボーカルアルバム                          | ONENESS            | 瀬名   | 瀬名     | 瀬名       | 石川智久         |                                                                        |
| 2009年10月07日 | Double eyes/all allow                                                | Double eyes        | 瀬名   | 瀬名     | 木之下慶行 | 原田ナオ         |                                                                        |
| 2011年01月31日 | あかべぇそふとつぅ 5years Anniversary Song Collection                | Long for･･･        | 瀬名   | 瀬名     | 瀬名       | 伊福部武史       | PCゲーム『黄昏のシンセミア』挿入歌                                     |
| 2011年04月27日 | Crystal wish/ためらい、ふわり。                                      | ためらい、ふわり。 | しほり | しほり   | しほり     | 大野宏明         | PSPゲーム『乙女はお姉さまに恋してるPortable〜2人のエルダー〜』OP主題歌 |
| 2011年06月05日 | 湯乃鷺リレイションズ                                                 | 想樹-そうじゅ-     | しほり | しほり   | しほり     | しほり・中西亮輔 | TVアニメ『花咲くいろは』四十万スイイメージソング                       |
| 2011年07月27日 | Heavenly Prayers/Can you feel me                                     | Heavenly Prayers   | しほり | しほり   | しほり     | 関野元規・しほり | PSP『ヒイロノカケラ 新玉依姫伝承 -Piece of Future-』OP主題歌           |
| 2015年05月13日 | D.C.〜ダ・カーポ〜 スーパーベスト                                    | 1sec.              | 瀬名   | ゆうまお | 太田雅友   | 太田雅友         | PS2ゲーム『D.C.II P.S.』「花咲茜、沢井麻耶ルート」エンディングテーマ   |

### ゲームボーカル
- 紺碧のアエリアル
  - PCゲーム『創世奇譚アエリアル』オープニングテーマ
  - 作詞：shihori / 作曲：上松範康（Elements Garden） / 編曲：藤間仁（Elements Garden）
- Only your precious star
  - PCゲーム『プレスタ!〜Preciouas☆Star's フェスティバル〜』エンディングテーマ
  - 作詞・作曲：shihori / 編曲：井ノ原智（Angel Note）
- NEXT TO YOU
  - PCゲーム『戦刃乙女-マキナに宿りし心が願うは-』エンディングテーマ
  - 作詞・作曲：shihori / 編曲：井ノ原智（Angel Note）
- My Spring
  - PCゲーム『ワルキューレロマンツェ More&More』挿入歌
  - 作詞：SugarLover / 作曲・編曲：皆見アキヒト
- コイノウタ
  - PCゲーム『ワルキューレロマンツェ More&More』エンディングテーマ
  - 作詞：SugarLover / 作曲・編曲：斎藤悠弥
- 赤い風船
  - PCゲーム『うそつき王子と悩めるお姫さま -PRINCESS SYNDROME-』エンディングテーマ
  - 作詞：SugarLover / 作曲・編曲：斎藤悠弥
- 花莚狂歌
  - PCゲーム『神楽花莚譚』オープニングテーマ
  - 作詞・作曲：愛川ありす / 編曲：井ノ原智

### その他のコンテンツ
- 音楽ゲーム『beatmania IIDX 8th style』「Halfway of promise」（'Yu Takami feat. Shihori Nakane' 名義）ボーカル
- インターネット・メディアシネマ『Cradle［クレイドル］ -眠れぬ夜の子守唄-』作詞・作曲・歌・出演

### タイアップ
| 楽曲                                         | タイアップ                                                               | 時期      |
| 瀬名 名義                                    | 瀬名 名義                                                                | 瀬名 名義 |
| -------------------------------------------- | ------------------------------------------------------------------------ | --------- |
| TSUBASA                                      | テレビアニメ『機神大戦ギガンティック・フォーミュラ』ED主題歌             | 2007年    |
| Lover's Destiny                              | PCゲーム『ほしフル ～星藤学園天文同好会～』ED主題歌                      | 2007年    |
| Eternal Fantasy 〜愛は世界に遍く花のように〜 | PCゲーム『エターナルファンタジー』OP主題歌                               | 2007年    |
| 愛の詩                                       | PCゲーム『エターナルファンタジー』ED主題歌                               | 2007年    |
| 暁の祈り                                     | PCゲーム『エターナルファンタジー』挿入歌                                 | 2007年    |
| 1sec.                                        | PS2ゲーム『D.C.II P.S. 〜ダ・カーポII〜 プラスシチュエーション』挿入歌   | 2008年    |
| Silent Stars                                 | PCゲーム『空を飛ぶ、3つの方法。』グランドED主題歌                        | 2008年    |
| Rain                                         | PCゲーム『エターナルファンタジー』イメージソング                         | 2008年    |
| Arche                                        | PCゲーム『エターナルファンタジー』イメージソング                         | 2008年    |
| Heaven                                       | PCゲーム『エターナルファンタジー』イメージソング                         | 2008年    |
| Depature                                     | PCゲーム『エターナルファンタジー』イメージソング                         | 2008年    |
| Destination                                  | PCゲーム『エターナルファンタジー』イメージソング                         | 2008年    |
| Cross Road                                   | PCゲーム『エターナルファンタジー』イメージソング                         | 2008年    |
| 永遠 -TOWA-                                  | TVアニメ『喰霊―零―』イメージソング                                       | 2008年    |
| Never End Wonderland                         | オンラインRPG大会『ラグナロクオンライン RJC2009』イメージソング          | 2009年    |
| 儚い空と君                                   | ドラマCD『ファンタズム』イメージソング                                   | 2009年    |
| ONENESS                                      | PCゲーム『ヴァルキリーコンプレックス』ED主題歌                           | 2009年    |
| Double eyes                                  | PS2ゲーム『ヒイロノカケラ 新玉依姫伝承』OP主題歌                         | 2009年    |
| Long for･･･                                  | PCゲーム『黄昏のシンセミア』挿入歌                                       | 2010年    |
| 想ひ出小往                                   | PCゲーム『神楽幻想譚 ～妖かしの姫～』ED主題歌                            | 2010年    |
| しほり 名義                                  |                                                                          |           |
| ためらい、ふわり。                           | PSPゲーム『乙女はお姉さまに恋してる Portable ～2人のエルダー～』ED主題歌 | 2011年    |
| 想樹-そうじゅ-                               | TVアニメ『花咲くいろは』四十万スイイメージソング                         | 2011年    |
| Heavenly Prayers                             | PSPゲーム『ヒイロノカケラ 新玉依姫伝承 -Piece of Future-』OP主題歌       | 2011年    |
| 紺碧のアエリアル                             | PCゲーム『創世奇譚アエリアル』OP主題歌                                   | 2012年    |
| Only Your Precious Star                      | PCゲーム『プレスタ! ～Precious☆Star’sフェスティバル～』ED主題歌          | 2013年    |
| Next To You                                  | PCゲーム『戦刃乙女 マキナに宿りし心が願うは…』ED主題歌                   | 2013年    |
| 赤い風船                                     | PCゲーム『うそつき王子と悩めるお姫さま -PRINCESS SYNDROME-』ED主題歌     | 2013年    |
| My Spring                                    | PCゲーム『ワルキューレロマンツェ More&More』挿入歌                       | 2013年    |
| コイノウタ                                   | PCゲーム『ワルキューレロマンツェ More&More』ED主題歌                     | 2013年    |
| Dark-Unlimited                               | PCゲーム『メルトピア』挿入歌                                             | 2014年    |
| ふたりの果て                                 | PCゲーム『ぼくの一人戦争』挿入歌                                         | 2015年    |
| 静かに流れる日々の中で                       | PCゲーム『ぼくの一人戦争』ED主題歌                                       | 2015年    |
| 花莚狂歌                                     | PCゲーム『神楽花莚譚』OP主題歌                                           | 2015年    |
| 君笑みの華                                   | PCゲーム『祝姫』挿入歌                                                   | 2016年    |

### 楽曲提供
| 発売日         | アーティスト                    | 楽曲                      | 担当                 | 名義    | タイアップ |
| -------------- | ------------------------------- | ------------------------- | -------------------- | ------- | --- |
| 2011年07月27日 | アイドリング!!!                 | Don't think. Feel !!!     | 作曲                 | しほり  | TVアニメ『FAIRY TAIL』ED主題歌 ※ アルバム『GOLD EXPERIENCE』には25idoling Ver.で収録。                           |
| 2009年08月28日 | 青葉りんご                      | 希望の歌                  | 作詞                 | 瀬名    | PCゲーム『Trample on “Schatten!!” 〜かげふみのうた〜』OP主題歌 ※ アルバム『Adam's Apple』にはA.A arrangeで収録。 |
| 2009年05月27日 | 麻生夏子                        | Brand New World           | 作曲                 | 瀬名    | TVアニメ『真マジンガー 衝撃! Z編』ED主題歌                                                                       |
| 2014年07月09日 | 井口裕香                        | Fan Fanfare               | 作曲                 | しほり  | |
| 2014年11月12日 | 石田燿子                        | はじまる                  | 作曲                 | しほり  | 「エミル・クロニクル・オンライン」9周年記念イメージソング                                                        |
| 2014年11月12日 | 石田燿子                        | Thank you from now on     | 作曲                 | しほり  | |
| 2020年08月05日 | 石原夏織                        | Water Front               | 作詞                 | しほり  | 文化放送超!A&G+ラジオ「石原夏織のCarry up!?」エンディングテーマ                                                  |
| 2008年04月16日 | 井上麻里奈                      | Hello my star             | 作曲                 | 瀬名    | OAD『KITE LIBERATOR』挿入歌                                                                                      |
| 2015年12月02日 | 内田真礼                        | わたしのステージ          | 作詞（共作）         | しほり  | |
| 2010年01月20日 | ELISA                           | Absolute Perfection       | 作曲                 | しほり  | |
| 2013年06月19日 | ELISA                           | そばにいるよ              | 作曲                 | しほり  | TVアニメ『革命機ヴァルヴレイヴ』2ndED主題歌                                                                      |
| 2014年04月30日 | ELISA                           | ミレナリオ                | 作曲                 | しほり  | TVアニメ『魔法科高校の劣等生』ED主題歌                                                                           |
| 2014年06月25日 | ELISA                           | Story of my love          | 作曲（共作）         | しほり  | |
| 2018年05月02日 | ELISA                           | WISH                      | 作曲                 | しほり  | TVアニメ『銀河英雄伝説 Die Neue These』エンディングテーマ                                                        |
| 2016年03月08日 | 大森日雅                        | Dreaming Mermaid          | 作詞・作曲           | しほり  | Webラジオ『大森日雅のおやすみマーメイド』テーマソング                                                            |
| 2012年01月25日 | 緒方恵美                        | split the wind            | 作曲                 | しほり  | |
| 2010年04月21日 | 奥井雅美                        | 恋華大乱                  | 作曲                 | しほり  | TVアニメ『真・恋姫†無双 〜乙女大乱〜』OP主題歌                                                                   |
| 2013年04月26日 | オリヒメヨゾラ                  | 月女神の詠唱〜アリア〜    | 作曲                 | Shihori | PCゲーム『魔導巧殻 〜闇の月女神は導国で詠う〜』オープニングテーマ                                                |
| 2009年06月24日 | 加瀬愛奈                        | Flare of Hell             | 作詞・作曲           | 瀬名    | ゲーム『ヴァルキリーコンプレックス』挿入歌                                                                       |
| 2009年05月29日 | 片霧烈火                        | 鏡の森                    | 作詞・作曲・コーラス | 瀬名    | PCゲーム『Trample on “Schatten!!” 〜かげふみのうた〜』OP主題歌                                                   |
| 2011年09月22日 | ベルゼ（CV：かわしまりの）      | HIKARI                    | 作詞・作曲           | しほり  | PCゲーム『Chu×Chu! on the move〜絢爛時空の歌姫祭〜』挿入歌                                                       |
| 2010年12月08日 | 真田幸村（CV：釘宮理恵）        | 心身一体しちゅえいしょん  | 作曲                 | 瀬名    | TVアニメ『百花繚乱サムライガールズ』キャラクターソング                                                           |
| 2010年12月08日 | 服部半蔵（CV：後藤沙緒里）      | 激しい夜の激しい命        | 作曲                 | 瀬名    | TVアニメ『百花繚乱サムライガールズ』キャラクターソング                                                           |
| 2010年09月22日 | 佐藤ひろ美                      | 夏のファンタジア          | 作詞・作曲           | 瀬名    | PCゲーム『黄昏のシンセミア』OP主題歌                                                                             |
| 2010年12月24日 | 佐藤ひろ美                      | 望郷歌〜まほろば〜        | 作詞・作曲           | 瀬名    | PCゲーム『神楽幻想譚』OP主題歌                                                                                   |
| 2012年07月27日 | 佐藤ひろ美                      | 紅舞                      | 作詞・作曲           | しほり  | PCゲーム『紅神楽』OP主題歌                                                                                       |
| 2007年11月21日 | 佐藤利奈                        | キミの星                  | 作詞・作曲           | 瀬名    | TVアニメ『機神大戦ギガンティック・フォーミュラ』挿入歌                                                           |
| 2012年07月25日 | 椎名へきる                      | Miracle Blue              | 作詞・作曲           | しほり  | |
| 2010年02月10日 | 鬼崎刀真（CV：杉田智和）        | Missing Eyes              | 作詞                 | 瀬名    | ゲーム『ヒイロノカケラ〜新玉依姫伝承〜』イメージソング                                                           |
| 2019年09月04日 | 鈴木愛理                        | IDENTITY                  | 作詞・作曲           | しほり  | |
| 2010年04月21日 | スフィア                        | 手のひらに夢              | 作曲                 | 瀬名    | |
| 2016年03月09日 | 高城れに                        | しょこららいおん          | 作曲                 | しほり  | |
| 2008年04月23日 | 立花あや                        | 太陽のように、月のように  | 作詞                 | 瀬名    | ゲーム『エターナルファンタジー』イメージソング                                                                   |
| 2008年04月23日 | 立花あや                        | Winding Road              | 作詞                 | 瀬名    | ゲーム『エターナルファンタジー』イメージソング                                                                   |
| 2014年08月20日 | チームしゃちほこ                | 赤味噌Blood               | 作詞・作曲           | しほり  | |
| 2012年12月05日 | 2AM                             | 誰にも渡せないよ          | 作曲                 | しほり  | |
| 2012年03月03日 | 中川かのん starring 東山奈央    | バレバレ・バレンタイン    | 作曲                 | しほり  | |
| 2011年06月08日 | 中川翔子                        | つよがり                  | 作詞・作曲           | しほり  | TVアニメ『べるぜバブ』第2期ED主題歌                                                                              |
| 2015年02月18日 | 中川翔子                        | Candy Girl                | 作詞                 | しほり  | |
| 2012年12月12日 | 南條愛乃                        | 飛ぶサカナ                | 作詞・作曲           | しほり  | |
| 2012年12月12日 | 南條愛乃                        | 光                        | 作詞・作曲           | しほり  | |
| 2012年12月12日 | 南條愛乃                        | カタルモア                | 作詞・作曲・編曲     | しほり  | |
| 2015年07月22日 | 南條愛乃                        | だから、ありがとう        | 作曲・編曲           | しほり  | |
| 2016年07月13日 | 南條愛乃                        | 灰色ノ街へ告グ            | 作詞・作曲           | しほり  | |
| 2017年07月12日 | 南條愛乃                        | ユアワールド              | 作曲                 | しほり  | |
| 2017年07月12日 | 南條愛乃                        | Latest Page               | 作詞・作曲           | しほり  | |
| 2011年10月19日 | 野水いおり                      | Flame                     | 作詞・作曲           | しほり  | |
| 2011年10月19日 | 野水いおり                      | Glory Days                | 作詞・作曲           | しほり  | OAD『史上最強の弟子ケンイチ』主題歌（2012年）                                                                    |
| 2014年06月04日 | Pile                            | Dream of Peincess         | 作曲・コーラス       | しほり  | パチンコ「シンデレラブレイド2」主題歌                                                                            |
| 2014年12月03日 | Pile                            | 伝説のFLARE               | 作曲                 | しほり  | TVアニメ『テンカイナイト』3rdED主題歌                                                                            |
| 2015年04月22日 | Pile                            | キミがくれたKISEKI        | 作曲                 | しほり  | TVアニメ『デュエル・マスターズ VSR』ED主題歌                                                                     |
| 2016年03月16日 | Pile                            | ヒカリフライト            | 作詞                 | しほり  | |
| 2017年04月26日 | Pile                            | Heroic Philia             | 作詞・作曲           | しほり  | |
| 2017年04月26日 | Pile                            | Vivid vision              | 作詞・作曲           | しほり  | |
| 2011年07月20日 | リサ＆サオリ（CV：林沙織）      | Dreaming-Line             | 作曲                 | しほり  | TVアニメ『セイクリッドセブン』キャラクターソング                                                                 |
| 2009年09月16日 | 早見沙織                        | ナミダイロ                | 作曲                 | しほり  | TVアニメ『バスカッシュ!』キャラクターソング                                                                      |
| 2012年01月18日 | Buono!                          | 初恋サイダー              | 作曲                 | しほり  | ドラマ『数学♥女子学園』ED主題歌                                                                                  |
| 2008年01月30日 | 堀江由衣                        | きれいな風が吹いてる      | 作曲                 | 瀬名    | |
| 2011年07月20日 | シオリ（CV：三上枝織）          | 虹色DAYS                  | 作詞・作曲           | しほり  | TVアニメ『セイクリッドセブン』キャラクターソング                                                                 |
| 2009年06月03日 | 水樹奈々                        | 沈黙の果実                | 作詞・作曲           | しほり  | |
| 2009年10月28日 | 水樹奈々                        | Dear Dream                | 作詞・作曲・コーラス | しほり  | TV番組『カード学園』ED主題歌                                                                                     |
| 2010年07月07日 | 水樹奈々                        | ミュステリオン            | 作詞・作曲・コーラス | しほり  | TV番組『爆!爆!爆笑問題』ED主題歌                                                                                 |
| 2012年08月01日 | 水樹奈々                        | Sacred Force              | 作曲                 | しほり  | 映画『魔法少女リリカルなのは The MOVIE 2nd A's』挿入歌 ※ アルバム『ROCKBOUND NEIGHBORS』にはExtended Mixで収録。 |
| 2012年12月12日 | 水樹奈々                        | 星屑シンフォニー          | 作詞・作曲・コーラス | しほり  | |
| 2014年04月16日 | 水樹奈々                        | Ladyspiker                | 作詞                 | しほり  | |
| 2015年11月11日 | 水樹奈々                        | Glorious Break            | 作詞                 | しほり  | TVアニメ『戦姫絶唱シンフォギアGX』挿入歌                                                                         |
| 2015年11月11日 | 水樹奈々                        | コイウタ。                | 作詞                 | しほり  | TOKYO FM『水樹奈々のMの世界』エンディングテーマ                                                                  |
| 2016年07月13日 | 水樹奈々                        | アンティフォーナ          | 作詞                 | しほり  | iOS/Android版『THE TOWER OF PRINCESS』主題歌                                                                     |
| 2016年12月21日 | 水樹奈々                        | WAKE UP THE SOULS         | 作詞                 | しほり  | |
| 2017年07月19日 | 水樹奈々                        | Poison Lily               | 作詞                 | しほり  | TOKYO FM『水樹奈々のMの世界』エンディングテーマ                                                                  |
| 2018年05月17日 | 水樹奈々                        | BLUE ROSE                 | 作詞                 | しほり  | スマートフォン・iPhone用ゲーム『クイズRPG 魔法使いと黒猫のウィズ』テーマソング                                   |
| 2018年09月26日 | 水樹奈々                        | WHAT YOU WANT             | 作詞                 | しほり  | アニメ『モンスターストライク』エンディングテーマ                                                                 |
| 2018年09月26日 | 水樹奈々                        | Hungry Hungry             | 作詞                 | しほり  | 「なか卯」CMソング                                                                                               |
| 2019年01月23日 | 水樹奈々                        | REBELLION                 | 作詞                 | しほり  | スマートフォンゲーム『叛逆性ミリオンアーサー』主題歌                                                             |
| 2019年08月25日 | 水樹奈々                        | FINAL COMMANDER           | 作詞                 | しほり  | テレビアニメ『戦姫絶唱シンフォギアXV』挿入歌 ※ アルバム『CANNONBALL RUNNING』にはAufwachen Formで収録。          |
| 2021年01月10日 | 水樹奈々                        | Link or Chains            | 作詞                 | しほり  | テレビアニメ『Levius -レビウス-』オープニングテーマ                                                              |
| 2017年04月05日 | 水瀬いのり                      | コイセヨオトメ            | 作詞・作曲           | しほり  | |
| 2013年07月03日 | 三森すずこ                      | サマーバケーション        | 作詞・作曲           | しほり  | |
| 2013年10月23日 | 三森すずこ                      | 私…見守ってるよ!          | 作曲                 | しほり  | |
| 2014年02月05日 | 三森すずこ                      | グローリー!               | 作詞                 | しほり  | TVアニメ『ダイヤのA』2代目ED主題歌                                                                               |
| 2014年04月02日 | 三森すずこ                      | 夢見る!信じる!未来叶えて! | 作詞                 | しほり  | TVアニメ『マイリトルポニー〜トモダチは魔法〜』OP主題歌                                                           |
| 2014年08月06日 | 三森すずこ                      | 純情 Da DanDan            | 作詞                 | しほり  | |
| 2015年04月08日 | 三森すずこ                      | Spinning Star             | 作詞                 | しほり  | |
| 2018年06月27日 | 三森すずこ                      | 夢飛行                    | 作詞                 | しほり  | 特撮ドラマ『ウルトラマンR/B』エンディングテーマ                                                                  |
| 2009年11月25日 | シェリル・ノーム starring May'n | ユニバーサル・バニー      | 作詞（共作）         | しほり  | 劇場版アニメ『劇場版 マクロスF 虚空歌姫〜イツワリノウタヒメ〜』劇中歌                                            |
| 2013年11月06日 | ももいろクローバーZ             | GOUNN                     | 作曲                 | しほり  | |
| 2014年05月08日 | ももいろクローバーZ             | My Dear Fellow            | 作曲                 | しほり  | |
| 2015年03月11日 | ももいろクローバーZ             | 青春賦                    | 作曲                 | しほり  | 映画「幕が上がる」主題歌                                                                                         |
| 2010年06月09日 | 結城アイラ                      | Tales of Flame            | 作詞・作曲           | 瀬名    | PS2ゲーム『猛獣使いと王子様』OP主題歌                                                                            |
| 2010年10月27日 | 結城アイラ                      | Swear                     | 作詞・作曲           | 瀬名    | PCゲーム『fortissimo//Akkord:Bsusvier』ED主題歌                                                                  |
| 2011年02月23日 | 結城アイラ                      | Epilogue of Symphony      | 作詞                 | 瀬名    | PS2ゲーム『猛獣使いと王子様 〜Snow Bride〜』OP主題歌                                                             |
| 2011年02月23日 | 結城アイラ                      | SNOW VEIL POLKA           | 作詞                 | 瀬名    | PS2ゲーム『猛獣使いと王子様 〜Snow Bride〜』ED主題歌                                                             |
| 2010年12月08日 | 米倉千尋                        | Miracle Voyager           | 作詞                 | しほり  | |
| 2009年01月21日 | Rita                            | スピカ                    | 作曲                 | 瀬名    | |
| 2011年10月05日 | Rita                            | 輝きの未来                | 作詞・作曲           | 瀬名    | PSPゲーム『ワンド オブ フォーチュン2〜時空に沈む黙示録〜』OP主題歌                                               |
| 2011年10月05日 | Rita                            | Every My Dear             | 作詞・作曲           | 瀬名    | PSPゲーム『ワンド オブ フォーチュン2〜時空に沈む黙示録〜』ED主題歌                                               |
| 2012年03月21日 | Rita                            | 風の吹くほうへ            | 作曲                 | しほり  | |
| 2015年07月29日 | Ray                             | Lovely Storm              | 作詞                 | しほり  | |
| 2016年06月08日 | Ray                             | Brand new sky             | 作詞                 | しほり  | |